# Bernd Hildebrandt (Segler)
Bernd Hildebrandt (* 1947) ist ein deutscher Unternehmer und Segler. Er war 1988 und 1989 deutscher Meister im Segeln.

## Leben
Bernd Hildebrandt wuchs in Hannover auf, machte eine Ausbildung zum Industriekaufmann und absolvierte ein Studium zum Staatlich geprüften Betriebswirt. Seit 1969 ist er verheiratet und hat zwei Söhne. Er war von 1977 bis 2012 Geschäftsführer, Vorstandsvorsitzender und Aufsichtsratsvorsitzender der LPKF Laser & Electronics AG, Garbsen, dessen Börsengang er im Jahr 1998 begleitet hat.
Im Jahr 2010 gründete er auf seinem Hof in Idensen die „Tier-hilft-Mensch Stiftung Bernd Hildebrandt“ zur Förderung von Kindern mit Beeinträchtigungen durch tiergestützte Pädagogik, Reittherapie und Kutschfahrten mit Kaltblutpferden.

## Sportliche Karriere
In seiner Jugend spielte er Rugby und ging dann zum Tennis über. In den Jahren 1988/1989 war er im Team mit Karol Jabłoński und Jakob Schneider Deutscher Meister im Segeln der 20er Jollenkreuzer.
Ab 1991 praktiziert er TaiChi und nach einer Lehrerausbildung Mitte der 1990er-Jahre gibt er Kurse im Rahmen der Stiftung.